# Ikoma (district)
Ikoma (生駒郡, Ikoma-gun) is een district van de Japanse prefectuur Nara.
Op 1 april 2009 had het district een geschatte bevolking van 78.532 inwoners en een bevolkingsdichtheid van 1530 inwoners per km². De totale oppervlakte bedraagt 51,3 km².

## Dorpen en gemeenten
- Ando
- Heguri
- Ikaruga
- Sangō

Steden:
Gojō · Gose · Ikoma · Kashiba · Kashihara · Katsuragi · Nara (hoofdstad) · Sakurai · Tenri · Uda · Yamatokōriyama · Yamatotakada

Districten:
Ikoma · Kitakatsuragi · Shiki · Takaichi · Uda · Yamabe · Yoshino
Gemeenten per district